# 68 до н. е.

## Події
- 68 — Консули Луцій Цецилії Метелл і Квінт Марцій Рекс. Луцій Цецилії Метелл помирає на початку консульства, Консул-суфект Сервілій Ватія помирає до вступу на посаду . Катіліна — отримав в управління провінцію Африка.
- 68 — Похід Лукулла на Арташаті. В країні починається народна війна. Лукулл змушений відступити.
- Битва при Артаксаті між арміями Рима і Великої Вірменії.

## Народились
Арсіноя IV — цариця та співволодарка Єгипту у 48-47 роках до н. е.

## Померли
- Луцій Цецилій Метелл — політичний та військовий діяч Римської республіки.
- Антіох з Аскалона — давньогрецький філософ.